# Asociación de Estados del Caribe
La Asociación de Estados del Caribe (en inglés: Association of Caribbean States; en francés: Association des États de la Caraïbe) es un organismo regional que procura el fortalecimiento e integración de los países de la zona del mar Caribe, con el objetivo de crear un espacio económico común, preservar el mar y promover el desarrollo sustentable de sus miembros. Fue creado el 24 de julio de 1994 en Cartagena de Indias, Colombia. El 28 de marzo de 2006 se incorporó como Miembro Asociado las Islas de Turcas y Caicos. Los idiomas oficiales son el español, inglés y francés.

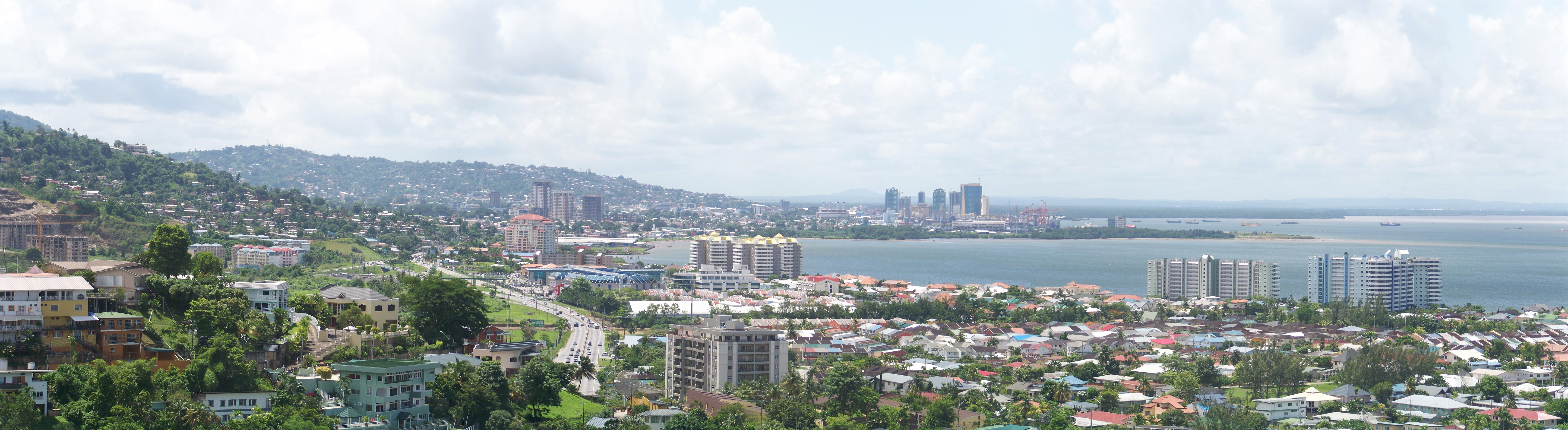
Puerto España, sede de la (AEC).

 Actualmente es presidida por Venezuela.

## Organización
Cuenta con cinco Comités Especiales de: Desarrollo del Comercio y las Relaciones Económicas Externas; Turismo Sustentable; Transporte; Desastres Naturales y Presupuesto y Administración. A su vez tiene un Consejo de Representantes Nacionales del Fondo Especial, responsable de supervisar los esfuerzos de movilización de recursos y el desarrollo de proyecto.

## Estados miembros
Sus miembros son:
- Mancomunidad de las Bahamas
- República de Colombia
- República de Costa Rica
- República de Cuba
- Mancomunidad de Dominica
- República de Guatemala
- República Cooperativa de Guyana
- República de Haití
- República de Honduras
- República de El Salvador
- Estados Unidos Mexicanos
- República de Nicaragua
- República de Panamá
- República Dominicana
- Federación de San Cristóbal y Nieves
- República de Surinam
- República de Trinidad y Tobago
- República Bolivariana de Venezuela

## Miembros asociados
- Aruba
- Colombia
- Curazao
- Caribe Neerlandés
- Guadalupe
- Guayana Francesa
- Martinica
- San Bartolomé
- San Martín
- San Martín
- Islas Turcas y Caicos

## Organismos supraestatales/subregionales miembros
| |  |  | \| Nombre oficial: Comunidad del Caribe \| \| Países miembros: Antigua y Barbuda, Bahamas, Barbados, Belice, Dominica, Granada, Guyana, Haití, Jamaica, Montserrat, San Cristóbal y Nieves, Santa Lucía, San Vicente y las Granadinas, Surinam, Trinidad y Tobago. \| \| Sede: Georgetown \| \| Fundación: 4 de julio de 1973 \| \| Tipo: Organismo supraestatal, subregional \| \| Anexos: Mercado Común. - Coordinación de las políticas exteriores. - Cooperación en los ámbitos educativo, cultural e industrial. \| |
| Nombre oficial: Comunidad del Caribe |  |  | |
| Países miembros: Antigua y Barbuda, Bahamas, Barbados, Belice, Dominica, Granada, Guyana, Haití, Jamaica, Montserrat, San Cristóbal y Nieves, Santa Lucía, San Vicente y las Granadinas, Surinam, Trinidad y Tobago. |  |  | |
| Sede: Georgetown |  |  | |
| Fundación: 4 de julio de 1973 |  |  | |
| Tipo: Organismo supraestatal, subregional |  |  | |
| Anexos: Mercado Común. - Coordinación de las políticas exteriores. - Cooperación en los ámbitos educativo, cultural e industrial.                                                                                    |  |  | |

| |  |  | \| Nombre oficial: Organización de Estados del Caribe Oriental \| \| Países miembros: Antigua y Barbuda, Dominica, Granada, Santa Lucía, San Cristóbal y Nieves, San Vicente y las Granadinas, Montserrat (Dependencia del Reino Unido) \| \| Sede: Castries \| \| Fundación: 18 de junio de 1981 \| \| Tipo: Organismo supraestatal, subregional \| |
| Nombre oficial: Organización de Estados del Caribe Oriental |  |  | |
| Países miembros: Antigua y Barbuda, Dominica, Granada, Santa Lucía, San Cristóbal y Nieves, San Vicente y las Granadinas, Montserrat (Dependencia del Reino Unido) |  |  | |
| Sede: Castries |  |  | |
| Fundación: 18 de junio de 1981 |  |  | |
| Tipo: Organismo supraestatal, subregional |  |  | |

## Cumbres
Desde su creación, en 1994, la Asociación de Estados del Caribe ha realizado 9 cumbres internacionales.
| Año  | N.º      | Fechas                       | Lugar                               |
| ---- | -------- | ---------------------------- | ----------------------------------- |
| 1994 | Creación | 24 de julio de 1994          | Cartagena de Indias, Colombia       |
| 1995 | I        | 17 - 18 de agosto de 1995    | Puerto España, Trinidad y Tobago    |
| 1999 | II       | 16 - 17 de abril de 1999     | Santo Domingo, República Dominicana |
| 2001 | III      | 11 - 12 de diciembre de 2001 | Margarita, Venezuela                |
| 2005 | IV       | 29 de julio de 2005          | Ciudad de Panamá, Panamá            |
| 2013 | V        | 26 de abril de 2013          | Pétionville, Haití                  |
| 2014 | VI       | 28 - 30 de abril de 2014     | Mérida, México                      |
| 2016 | VII      | 4 de junio de 2016           | La Habana, Cuba                     |
| 2019 | VIII     | 29 de marzo de 2019          | Managua, Nicaragua                  |
| 2023 | IX       | 8 - 12 de mayo de 2023       | Antigua Guatemala, Guatemala        |